# إكو (أسطورة)
إكو (بالإنجليزية: Iko)‏ أول إنسان يموت في ميثولوجيا غينيا الجديدة.